# Суміщені технологічні процеси
Суміщені технологічні процеси (англ. Combined processes) — два або більше технологічних процеси, які суміщаються в часі і просторі. Це нарівні з гео-, нано- та IT-технологіями один з перспективних напрямів розвитку сучасної науки і техніки.

## Історія
Суміщені процеси відомі і використовуються давно. Ось як про це згадує Георг Агрікола у 8 розділі своєї праці «Про гірничу справу та металургію» (De Re Metallica) (1556 р.):
| Деякі налагоджують пристрій, який одночасно дробить, розмелює й промиває золоту руду й змішує її зі ртуттю. |
Тут Г.Агрікола фіксує суміщення в одному апараті 4-х процесів.

## Загальний опис
Суміщення процесів дає змогу отримати позитивний синергетичний ефект — як правило, такі технологічні процеси вигідно відрізняються меншими енергетичними затратами, простішими технологічними схемами (меншою кількістю машин і апаратів), екологічними перевагами та ін.
Виділяють:
- А). Практично злиті (нероз'єднувальні) процеси;
- В). Поєднані процеси, які в певних рамках і допусках можна розглядати як одночасні, але окремі;
- С). Послідовні (в часі), паралельні і послідовно-паралельні суміщені процеси.

Суть суміщення технологічних процесів (в часі і просторі) — реалізація двох і більше процесів в одному апараті (робочому просторі) і в один час. Це дає змогу, по-перше, скоротити сукупну тривалість технологічних операцій, і, по-друге, зменшити кількість необхідного обладнання, спростити технологічну схему гірничого підприємства (цеху, дільниці тощо).
Цікаво, що Георгіусом Агріколою в його відомому творі «De Re Metallica» («Про гірництво та металургію», 1556 р.). описано «пристрій, який одночасно дробить, розмелює і промиває золоту руду і змішує її з ртуттю». Це, можливо, один з перших фахово описаних суміщених технологічних процесів.

## Приклади суміщених процесів
Наприклад, у гірництві і дотичних галузях можна виділити ряд груп суміщених процесів, зокрема:
- 1. «видобування-збагачення»; (підземне вилуговування, підземне розчинення)
- 2. «видобування-газифікація»; (підземна газифікація корисних копалин)
- 3. «гідротранспорт-селективна агрегація»;
- 4. «мокре подрібнення-селективна агрегація»;
- 5. «подрібнення-сушка».

### Процеси «видобування-збагачення»
Процеси «видобування-збагачення» включають операції по власне добуванню корисних копалин з надр в результаті їхньої розробки та операції первинної обробки мінеральної сировини, що мають на меті відділення всіх цінних мінералів від порожньої породи, а також взаємне розділення цінних мінералів.
Приклади таких процесів, які вже освоєні в промисловості: комплексна технологія «рідинна екстракція (в пласті) — електроліз», яка суттєво здешевлює процес видобування деяких металів, зокрема міді. Це, зокрема, промислове підземне вилуговування міді, урану (SX/EW — технологія), промислово-експериментально — марганцю, заліза, кобальту, нікелю, цинку, селену, молібдену, золота, титану, ванадію та ін. У світі частка SX/EW міді весь час зростає і сьогодні сягає понад 13 %. У Чилі виробництво екстракційної міді активно зростає складає понад 20 % на рік.
Прикладом можливого (ще не розробленого) процесу «видобування-збагачення» може бути гідровидобуток «солоного вугілля», який включатиме: а) гідровидобуток (шахтний або свердловинний) вугілля, б) передачу гідросуміші вугілля гідротранспортом на поверхню — під час цього органічна речовина вугілля знесолюється, а глини розмокають та дезінтегрують (подрібнюються до тонких класів), в) розділення гідросуміші в осаджувальній центрифузі (з підвищеним числом Фруда), що забезпечує зневоднення і водночас збагачення по солі (видалення солей з водною фазою) та відокремлення глин. В результаті такого суміщеного процесу одержують знесолене вугілля і фугат, що містить солі та зольні фракції (хвости).

### Процеси «видобування-газифікація»
Процеси «видобування-газифікація» вугілля, сланців, сірки і ін. копалин, що містять горючі компоненти. Перша у світі промислова станція підземної газифікації вугілля стала до ладу 1937 року в Горлівці (Донбас). В різні роки працювало до шести дослідно-промислових і промислових станцій. Сьогодні використовується дві з них — Південно-Абінська (Росія, Кузбас) та Ангренська (Сер. Азія) [5]. Дослідно-промислові установки є в США, ФРН, Великій Британії, Канаді, Австралії. Наукові дослідження з підземної газифікації в Україні ведуться в Національному гірничому університеті, Донбаському державному технічному університеті. Зокрема, в останні роки активізувалися роботи по підземній газифікації тонких пластів вугілля. У 2007—2010 рр. виконувався міжнародний науково-дослідний проект: "HUGE: Hydrogen Oriented Underground Coal Gasification for Europe (Воднево-орієнтована підземна газифікація вугілля для Європи).

### Процеси «гідротранспорт-селективна агрегація» та «мокре подрібнення-селективна агрегація»
Ці процеси об'єднує наявність спеціального процесу збагачення та зневоднення тонкодисперсного гідрофобного матеріалу «масляна агломерація» (oil agglomeration), для реалізації якого необхідно і достатньо забезпечити перемішування водо-вугле-масляної суміші певного складу у турбулентному режимі.
Суміщений процес «гідротранспорт-селективна агрегація» має місце як у випадку промислового, так і магістрального гідротранспорту. При промисловому гідротранспорті водовугільної пульпи з добавкою 1-3 мас.% гідрофобного реагенту в умовах вуглезбагачувальних фабрик відбувається селективна флокуляція та агломерація вугільної фази безпосередньо у гідротранспортній системі, що підвищує флотованість вугілля ультратонких класів крупності. Турбулентність гідросуміші підтримується самим режимом транспортування, проте, як показано в роботах, для інтенсифікації цього процесу можуть бути використані насоси, місцеві опори (коліна і згини трубопроводів, байпаси тощо. Іноді використовують імпелери та внутрішні гвинтові нарізки. Ця технологія була запропонована у 1980-х роках в Японії і паралельно — в Україні (ДонНТУ). У 2010-х роках вона докладно опрацьована в роботах Білецького В. та Сургової Н.
При магістральному гідротранспорті водовугільної пульпи з добавкою 1-3 мас.% гідрофобного реагента або суміші «вугілля — вуглемасляний гранулят» масляна агломерація вугілля здійснюється безпосередньо в гідротранспортному трубопроводі, тобто гідравлічний транспорт вугілля і його масляна агломерація відбуваються одночасно. Окремі аспекти цього процесу — як з точки зору збагачення корисних копалин, так і з точки зору гідравлічного транспортування вуглемасляного агломерату — досліджувалися в ДонНТУ, НВО «Хаймек», Інституті фізико-органічної хімії та вуглехімії НАН України (В.Білецький, А.Єлішевич, Ю.Світлий, Т.Карліна, В.Рибаченко та ін.) і були запропоновані для використання в магістральних гідротранспортних системах як енергетичного так і коксівного вугілля. У 2010-х роках технологія одержала свій розвиток в роботах В. С. Білецького, П. В. Сергєєва та Д. В. Павлова.
Процес «мокре подрібнення-селективна агрегація» (Процес CFRI) опрацьована в Індії у 1970-х роках. Технологія детермінується фундаментальним чинником фізико-хімічної активації вугільної поверхні, її механо-хімічною деструкцією, яка суттєво підвищує агломераційну здатність вугілля і є основною відмінністю процесу, що вигідно відрізняє його від аналогів. Процес CFRI розроблений в Центральному дослідному інституті палива (Central Fuel Research Institute) Індії. Розробники технології — Д. Саркар та ін.

### Процес «подрібнення-сушка»
Процес «подрібнення-сушка» широко використовується в паливно-енергетичній галузі для підготовки вугілля на ТЕС. При факельному спалюванні вугілля подрібнюється до крупності –(100) мкм і водночас піддається термічній сушці до рівня 1-3 % вологості у млинах-сушарках. Сухий вугільний порошок пневмотранспортом подається в ядро факела і спалюється з «підсвічуванням» природним газом, мазутом або без них.

## Специфічні відмінності суміщених технологічних процесів
Суміщені технологічні процеси мають свої специфічні відмінності, як в їх теоретичному описі, так і в практичній реалізації. Зупинимося на головних з них докладніше.
Феноменологічна (факторна) модель суміщених процесів суттєво відрізняється від традиційних. Якщо операції в останніх відбуваються послідовно і паралельно, але відокремлено, то в суміщених процесах картина значно інша — вхідні фактори діють одночасно. При цьому «коридор варіативності» ряду з них звужений внаслідок «своїх» обмежень у кожного з окремих субпроцесів (які, як правило, не збігаються), що, зрозуміло, погіршує можливості для автоматизації та оптимізації. Наприклад, в парі «видобування-збагачення» процес підземного вилуговування (збагачення) залежить від природної пористості гірських порід (рудного тіла), а такий фактор як крупність оброблюваної руди, що має місце у класичному вилуговуванні, взагалі відсутній, що утруднює як сам технологічний процес вилучення корисного компоненту в розчин, так і його автоматичне регулювання. Водночас вилуговування і є по суті видобуванням, тобто може розглядатися як один єдиний процес хоча і зі специфічними обмеженнями окремих чинників. До такого ж класу суміщених процесів можна зарахувати і пару «видобування-газифікація».
В іншій парі процесів «гідротранспорт-селективна агрегація» селективна агрегація (скажімо, тонкодисперсного вугілля аполярним реагентом) протікатиме практично за будь-яких умов гідротранспорту — від цих умов залежатиме механізм зустрічі агрегуємих зерен і кінетика процесу, а параметри гідротранспорту (режим течії, втрати напору по трубопроводу) будуть залежати від структури крупності і структури твердої фази гідросуміші. Тобто субпроцеси суттєво взаємозалежні, але в окремих часових або просторових рамках можуть розглядатися як окремі (при певних обмеженнях параметрів). Уявляється, що до цього класу процесів можна зарахувати і пару «подрібнення-сушка».